# JMulTi
JMulTi je interaktivni softver za ekonometrijsku analizu, specijaliziran za univarijantne i multivarijantne vremenske serije. Program koristi Java  grafičko korisničko sučelje.

## Vanjske poveznice
JMulTi homepage